# A casa con i suoi
A casa con i suoi (Failure to Launch) è un film del 2006 diretto da Tom Dey, interpretato da Matthew McConaughey e Sarah Jessica Parker.
Rifacimento di Tanguy (2001), il film è stato distribuito nelle sale cinematografiche il 31 marzo 2006.

## Trama
Tripp è un trentacinquenne di successo che vive ancora con i genitori Al e Sue. Questi ultimi, esasperati, farebbero di tutto purché il figlio diventi indipendente e lasci il nido materno e sotto consiglio di una coppia di amici, assumono la sexy Paula, esperta in casi di questo tipo, affinché questo accada. Paula è infatti convinta che gli uomini che non lasciano il nido materno lo facciano per mancanza di autostima. La donna quindi si occupa proprio di far accrescere l'autostima degli uomini tramite una serie di stratagemmi: Paula agisce in incognito, facendo innamorare gli uomini di sé e costringendoli a lasciare la casa genitoriale per scongiurare una finta crisi che si viene a creare durante il rapporto.
Tuttavia il profilo di Tripp non corrisponde a nessuno di quelli che Paula aveva affrontato sino a quel momento. Tripp infatti ha un'intensa vita sociale e nessun problema di autostima. Il motivo per il quale l'uomo non riesce ad abbandonare la casa dei genitori è la tragica fine di una sua passata relazione. Infatti dopo la morte dell'ultima fidanzata di Tripp, l'uomo aveva trovato nei genitori l'unico sostegno per andare avanti. La curiosità di Paula ben presto si trasforma in amore nei confronti del suo "cliente", che peraltro ricambia abbondantemente i sentimenti. Quando però Tripp scopre che Paula in realtà lavora per i suoi genitori, interrompe immediatamente la relazione e, offeso con Al e Sue, decide finalmente di trasferirsi. In seguito Tripp troverà la forza di perdonare i propri genitori, ma non Paula. Soltanto grazie all'intervento di Demo, Ace e Kit sarà possibile la riconciliazione fra i due.

## Accoglienza

### Incassi
Nella sua prima settimana di proiezioni il film ha incassato un totale di 24,6 milioni di dollari, diventando il più visto del weekend. In totale il film ha incassato circa 90 milioni di dollari nei soli Stati Uniti d'America e un totale di 128.406.887 in tutto il mondo.

### Critica
Ciò nonostante il film ha ottenuto critiche generalmente negative, registrando un 25% di gradimento su Rotten Tomatoes, su un totale di 143 recensioni professionali. Tuttavia, anche le recensioni negative hanno sottolineato come uno dei punti di forza del film sia la performance dell'attrice Zooey Deschanel, nel ruolo di Kit, la migliore amica di Paula..